# Ловсан
Ловсан-тайджи (Сайн Эринчин-хунтайджи; ? — 1696) — третий алтын-хан хотогойтов (1657—1686), Сын и преемник второго алтын-хана Омбо-Эрдэни-хунтайджи (1627—1657).

## Биография
В 1652 году алтын-хан Омбо-Эрдени вместе с сыном Ловсаном предпринял опустошительный поход на енисейских кыргызов. Границы владений Алтын-ханов на востоке достигали озера Хубсугул, на западе доходили до верховий Иртыша и Алтая, на севере до Саян и верхнего течения Енисея, на юге до реки Кобдо. Ставка Алтын-ханов находилась на берегу озера Убсу-Нур, в долине Тес-Хема.
Ловсан-тайджи, наследовав своему отцу в 1657 году, совершал набеги на енисейских кыргызов и вмешивался в междоусобную борьбу в Монголии.
Согласно «Истории Сибири» И. Э. Фишера, в 1657 году Ловсан-тайджи во главе 4-тысячного войска предпринял поход на енисейских кыргызов. Алтын-хан разгромил кыргызских князей и вынудил их признать свою вассальную зависимость. Подчинив себе кыргызов, Ловсан-тайджи двинулся против сибирских татар, кочевавших в Томском уезде, и также покорил их. Увеличив свои силы за счет киргизов и татар до 8 тысяч, Алтын-хан планировал напасть на русские поселения в Томском, Кузнецком и Красноярском уездах. Однако, получив известие о смерти своего отца, Ловсан-тайджи вернулся в свои кочевья.
В декабре 1663 года Алтын-хан предпринял новый разорительный поход на енисейских кыргызов. Ловсан-тайджи «исплоша захватил облавою …с женами и детьми» кыргызов, тубинцев, алтырцев, керетцев, стоявших «на киргизской степи по Белому Миюсу в разных кочевьях». В январе 1664 года Алтын-хан присылал к красноярскому воеводе своих послов, требуя выдачи бежавших от него кыргызских и тубинских князей.
В 1661 и 1662 годах Ловсан-тайджи дважды отправлял свои послания в Москву.
В 1661 году после смерти Норбо-хана, правителя аймака Дзасагту-хана, началась борьба за ханский престол между его сыновьями. Лоджан-тайджи вмешался в их распрю и в 1662 году разбил и убил нового хана Ванцука, возведя на ханский престол своего ставленника. Халхасские ханы (Тушэту-хан, Дзасагту-хан и Сэцэн-хан) объединили свои силы для борьбы против Алтын-хана.
В декабре 1663 года, спасаясь от халхасских ханов, Ловсан-тайджи перешел через Саянский хребет и перекочевал в Хонгорай, где в нижнем течении реки Тубы начал строить «Лозанов городок» (ныне село Городок под Минусинском). В 1664 году Алтын-хан отправил своего посла в Москву с просьбой о помощи против халхасских ханов. Взамен Ловсан-тайджи обязывался стать верным царским подданным и дать «аманатов своих родственных людей в томский город», он просил также построить город «на киргизских кочевьях» и дать ему ржи, овса и иных хлебов на семена, так как он хочет «на нынешнем своем кочевье около Упсы (Тубы) реки заводить пашни».
В конце 1666 года Ловсан-тайджи извещал русские власти, что «желтых мугал воевал трою, а ныне они на его поднимаютца», и просил распоряжения, чтобы томские ратные люди были в готовности ему помочь.
В 1667 году по призыву кыргызских князей джунгарский хунтаджи Сенге предпринял поход против Ловсан-тайджи и разгромил его в битве на реке Абакан. Алтын-хан был захвачен в плен вместе с тремя сыновьями. Хунтайджи Сенге женился на дочери своего пленника Ловсана.
В 1678 году Ловсан-тайджи был освобожден из джунгарского плена. В этом же году он послал своих гонцов к московскому царю, прося разрешить ему совершить поход вместе с русскими отрядами на енисейских кыргызов. В 1681 году Алтын-хан прибыл с дарами ко двору цинского императора. В 1682 году при поддержке джунгарского Галдан-Бошогту-хана Ловсан-тайджи начал неудачную войну против Дзасагту-хана.
В 1686 году на Хурин-Белтчинском съезде халхасских князей Ловсан-тайджи был окончательно отстранен от ханской власти. Государство Алтын-ханов потеряло самостоятельность и было включено в состав аймака Дзасагту-ханов. Новым правителем хотогойтов вместо Ловсан-тайджи был назначен Гендун-Дайчин (1686—1697), другой сын Омбо-Эрдени.
Позднее Ловсан-тайджи уехал в Пекин, где цинский император Канси зачислил его в свою свиту.